# Ocotea pachypoda
Ocotea pachypoda là một loài cây gỗ thuộc họ Lauraceae. Đây là loài đặc hữu của Ecuador. Môi trường sống tự nhiên của chúng là vùng núi ẩm nhiệt đới hoặc cận nhiệt đới. Người ta cho rằng loài này đang bị đe doạ do quá các quá trình thực dân hoá, phá rừng, và khai khoáng. Loài này được biết tới từ hai quần thể, cả hai đều từ núi lửa Cotacachi.